# 神奈川中央交通茅ヶ崎営業所

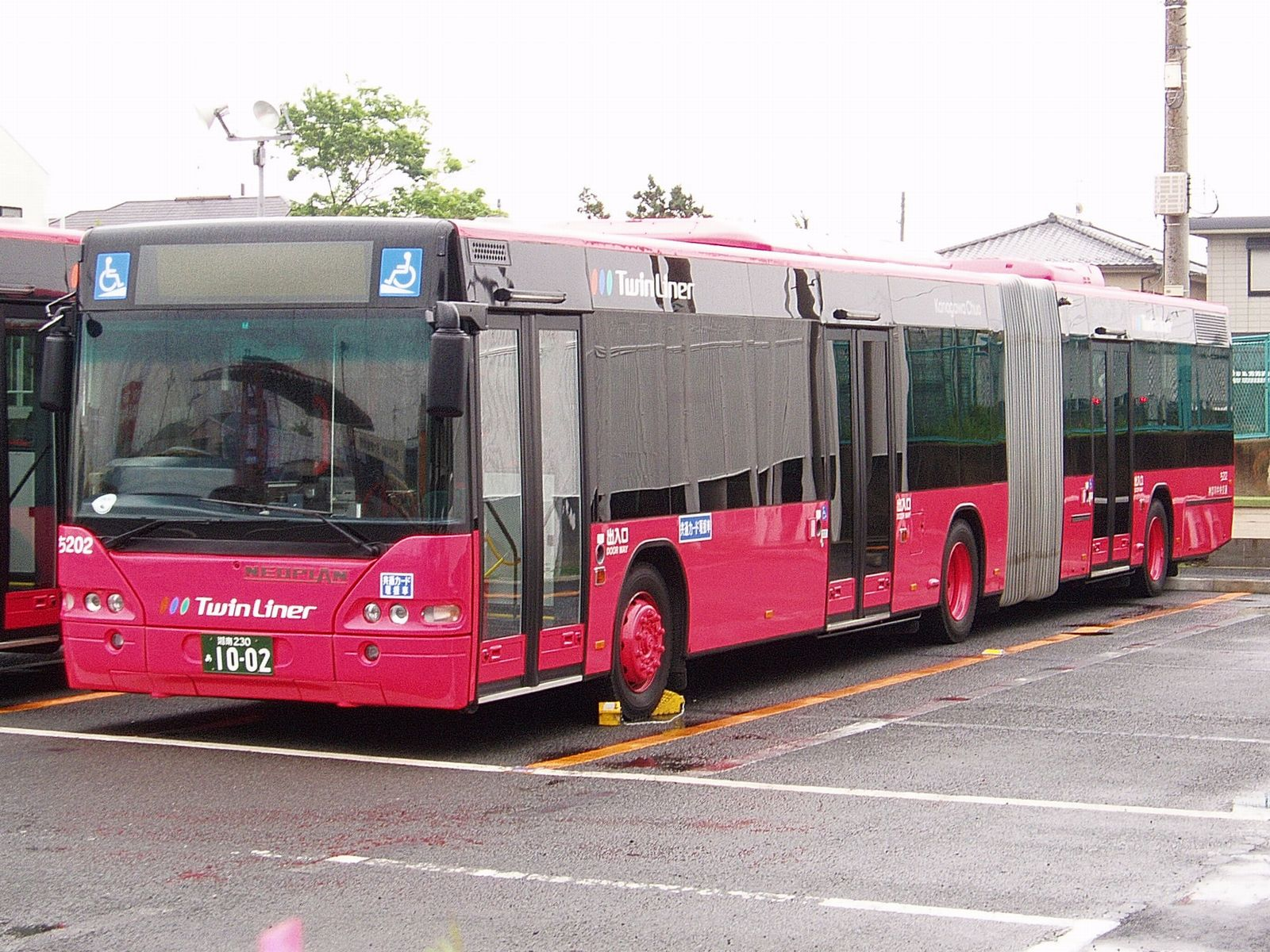
かつて在籍していた「ツインライナー」(ち202) ※現在は廃車、解体済

神奈川中央交通茅ヶ崎営業所（かながわちゅうおうこうつうちがさきえいぎょうしょ）は、神奈川県茅ヶ崎市高田にある神奈川中央交通の営業所。営業所の略号は「ち」。最寄バス停留所は「神奈中営業所前」。
茅ヶ崎市や藤沢市、高座郡寒川町の一部を主に管轄する。GPSによるバスロケーションシステムが導入されている。

## 沿革
- 1937年12月 - 東海道乗合自動車の営業所として設立。
- 1944年

6月16日 - 合併により、神奈川中央乗合自動車茅ヶ崎営業所となる。
9月16日 - 平塚営業所に統合のため廃止。
- 1964年8月15日 - 平塚営業所より分離、茅ヶ崎営業所となる。
- 1988年5月30日 - 管内全路線でバスカード利用開始。
- 1997年9月1日 - 管内全路線でバス共通カードに対応。
- 1998年3月 - 路線バス車内で、傘の販売を開始。
- 2005年3月14日 - 連節バス「ツインライナー」運行開始。「ツインライナー」ではGPSによるバスロケーションシステムの運用開始。
- 2007年

3月18日 - 「ツインライナー」のみ共通ICカードシステムPASMO運用開始。
12月9日 - 「ツインライナー」以外の路線でもPASMO運用開始。
- 2009年

3月26日 - 辻02・辻12・辻13・茅09にて、自転車積載ラックバスを実証実験扱いで運用開始。
9月1日 - 自転車積載ラックバスが本格運行に移行。
- 2012年3月24日 - 管内全路線（ツインライナー、コミュニティバスを除く）で乗降方式を中乗り前降り（運賃後払い）に変更。

## 現行路線

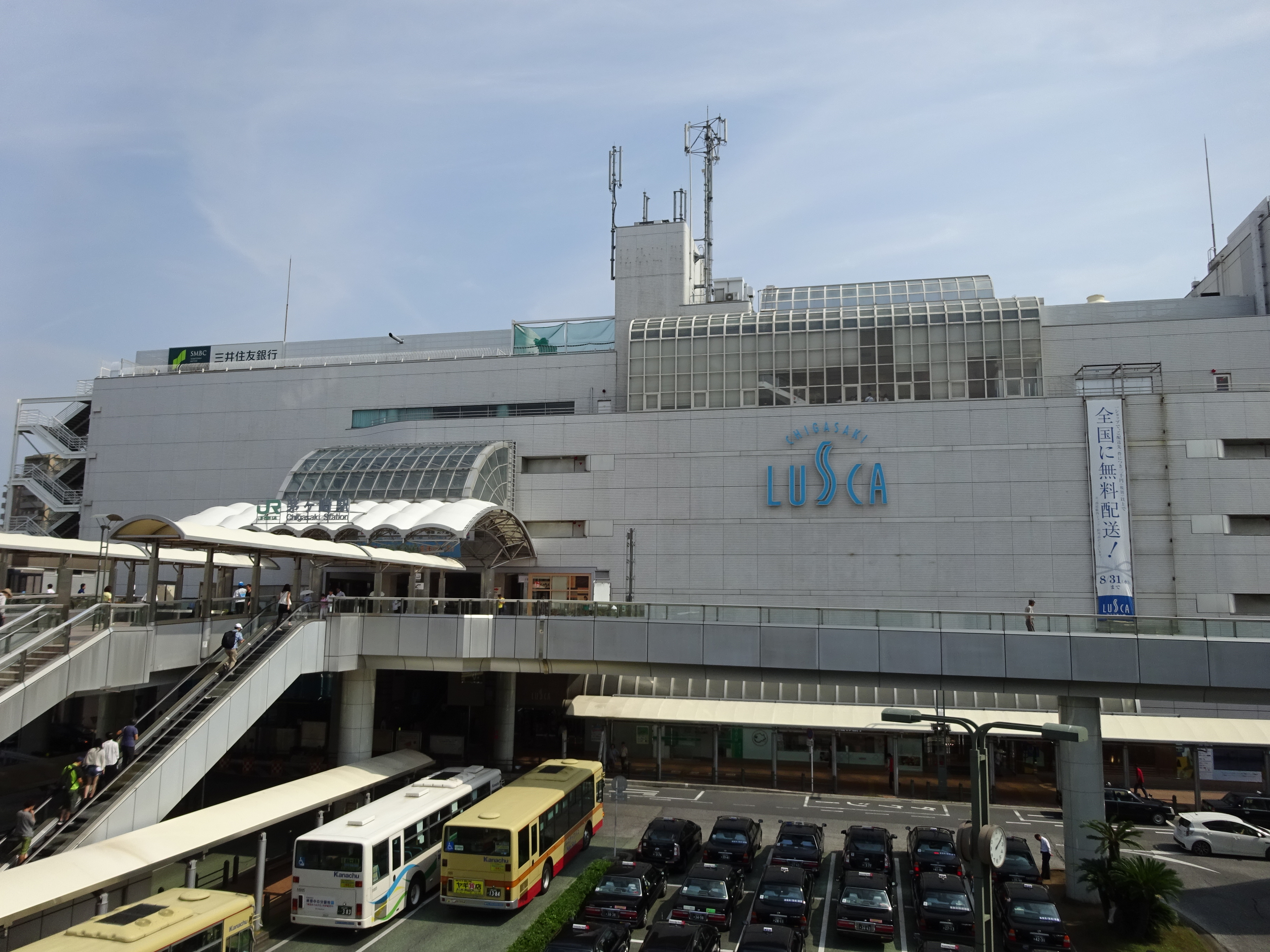
茅ケ崎駅北口駅ビルとバスロータリー

茅ケ崎駅発着路線において、特に表記の無いものは全て「茅ケ崎駅北口」発着である。

### 茅ケ崎駅 - 高田 - 湘南ライフタウン方面
- 湘11：茅ケ崎駅 - 神奈中営業所前 - 高田 - 甘沼 - 小出二本松 - 湘南ライフタウン - 遠藤 -（←円行上庭）- 湘南台駅西口
- 茅03：茅ケ崎駅 - 神奈中営業所前 - 高田 - 甘沼 - 小出二本松 - 滝の沢小学校前 - 湘南ライフタウン

藤沢市西部および茅ヶ崎市の一部に広がるニュータウン「湘南ライフタウン」を経由して小田急江ノ島線湘南台駅へ向かう路線である。以前は綾瀬営業所との共同運行路線だった。
湘11は湘南ライフタウンの住宅地には入らず、湘南ライフタウン停留所も県道404号上に設置された停留所にて発着するのに対し、茅03は住宅街を経由して湘南ライフタウン内のバスターミナルが起終点となる。

### 茅ケ崎駅 - ニュータウン入口 - 室田方面
- 茅14：茅ケ崎駅 → 市立病院 → ニュータウン入口 → 室田二丁目 → 室田 → 高田三丁目 → ニュータウン入口 → 市立病院 → 茅ケ崎駅（市立病院・室田循環）
- 茅16：茅ケ崎駅 - 本村 - 市立病院 - ニュータウン入口 - 高田三丁目 - 室田 - 室田二丁目
- 茅16：茅ケ崎駅 → 本村 → ニュータウン入口 → 高田三丁目 → 室田 → 室田二丁目
- 茅16：室田二丁目 → 室田 → 高田三丁目 → ニュータウン入口 → 本村 → 茅ヶ崎駅（土曜・休日運休）

茅ケ崎駅から茅ヶ崎市立病院および室田方面に向かう路線で、茅14は室田循環と称される。市民病院を経由するのは平日日中時間帯および土曜・休日の最終便を除く全便で、系統番号の区別はされておらず同一系統での案内となっている。茅16は途中の室田二丁目までを往復運行する路線で、市立病院を経由しない便は平日早朝の茅ケ崎駅方向と、室田方面が全日最終1便のみである。

### 茅ケ崎駅 - 鶴が台団地・松風台・湘南みずき方面
- 茅15：茅ケ崎駅 - 神奈中営業所前 - 鶴が台中学校前 - 鶴が台団地
- 茅17：茅ケ崎駅 - 神奈中営業所前 - 鶴が台中学校前 - 松風台
- 茅19：茅ケ崎駅 → 神奈中営業所前 → 鶴が台中学校前 → 松風台 → 湘南みずき → 西方 → 北陵高校入口 → 湘南みずき → 松風台 → 鶴が台中学校前 → 神奈中営業所前 → 茅ケ崎駅（湘南みずき循環）
- 茅19：茅ケ崎駅 → 神奈中営業所前 → 鶴が台中学校前 → 松風台 → 湘南みずき → 西方 → 北陵高校入口 → 湘南みずき
- 茅19：湘南みずき → 西方 → 北陵高校入口 → 湘南みずき → 松風台 → 鶴が台中学校前 → 神奈中営業所前 → 茅ケ崎駅
- 茅81：茅ケ崎駅 → 神奈中営業所前 → 鶴が台中学校前 → 鶴が台団地 → 松風台
- 茅81：茅ケ崎駅 → 神奈中営業所前 → 鶴が台中学校前 → 鶴が台団地 → 松風台（深夜バス、土曜・休日運休）
- 茅82：茅ケ崎駅 → 神奈中営業所前 → 鶴が台中学校前 → 鶴が台団地 → 松風台 → 湘南みずき

茅ケ崎駅北東部に位置する鶴が台団地、松風台、湘南みずき方面へ向かう路線群で、中心となるのは日中時間帯に毎時2本が設定されている茅15である。その間を毎時1本で茅17・19が運行され、夜間時間帯は茅19が循環部分を一周し、二度目の「湘南みずき」で運行を打ち切る。茅81は夜間時間帯に鶴が台団地経由で松風台まで片道運行する系統で、平日のみ深夜バスが茅ケ崎駅23:49発のみ設定されている。茅82は2022年2月5日のダイヤ改正で新設された系統で、鶴が台団地から湘南みずきへ向かう唯一の路線である。

### 茅ケ崎駅 - 甘沼 - 小出二本松 - 文教大学方面
- 茅50：茅ケ崎駅 - 神奈中営業所前 - 高田 - 甘沼 - 小出二本松 - 文教大学

茅ヶ崎市北部の堤、小出地区を経由して文教大学へ向かう路線で、小出二本松までは前述の茅03・湘11と同一経路となっている。

### 茅ケ崎駅 - 町屋 - 浜見平団地方面
- 茅31：茅ケ崎駅 → 町屋 → 松尾 → 浜見平団地 → 団地中央 → 町屋 → 茅ケ崎駅（松尾循環）
- 茅35：茅ケ崎駅 - 町屋 - 団地中央 - 浜見平団地
- 茅35：茅ケ崎駅 → 町屋 → 団地中央 → 浜見平団地（深夜バス、土曜・休日運休）

浜見平団地は茅ケ崎駅から西側の、新湘南バイパス茅ヶ崎海岸インターチェンジ付近にある団地で、茅ケ崎駅からは北口発着、南口発着の両方が設定されている。この路線群は北口発着で、茅31・35は浜見平団地付近での経路が異なっている。茅31は松尾循環と称して団地内を反時計回りして茅ケ崎駅北口へと戻るのに対し、茅35は団地内を直進して浜見平団地で折り返す。

### 茅ケ崎駅 - 萩園 - 寒川駅入口 - 小谷方面
- 茅41：茅ケ崎駅 → 町屋 → 今宿 → 荻園 → 寒川十字路 → 寒川駅入口 → 小谷（土曜・休日運休）
- 茅41：小谷 → 寒川駅入口 → 寒川十字路 → 荻園 → 今宿 →  町屋 → 茅ケ崎駅
- 茅45：茅ケ崎駅 - 保健所前 - 鶴嶺小学校 - 萩園 - 寒川十字路 - 寒川駅入口 - 小谷
- 茅46：茅ケ崎駅 - 保健所前 - 鶴嶺小学校 - 萩園 - 寒川十字路 - 景観寺

萩園地区、寒川駅付近を経由して寒川町小谷（こやと）を結ぶ路線である。茅41は国道1号を今宿まで進んで右折するが、茅45は辻東先の交差点を右折して北上する。萩園付近より先は両系統のみが通る独自路線で、この付近のアクセスを担っている。かつてこの方面の路線は長距離路線が多く、平塚駅から用田車庫、綾瀬車庫、桜ヶ丘駅やさがみ野駅まで達していたが、相次ぐ再編で次々に短縮または廃止され、現在は両系統が残るのみとなっている。茅45が毎時1便程度の運転で、茅41は朝6時台に数便（茅ケ崎発は平日1便のみ）が運行されるのみである。2024年3月16日のダイヤ改正で、茅45の区間便となる茅46が新設され夜間のみの運行となる。

### 茅ケ崎駅 - 古川 - 一之宮 - 寒川駅南口方面・今宿循環
- 茅48：茅ケ崎駅 → 保健所前 → 鶴嶺小学校 → 古川 → 小中島 → 今宿 → 町屋 → 茅ケ崎駅（古川・今宿循環）
- 茅52：茅ケ崎駅 - 保健所前 - 鶴嶺小学校 - 古川 - 山伏塚 - 一之宮小学校 - 西一之宮
- 茅53：茅ケ崎駅 - 保健所前 - 鶴嶺小学校 - 古川 - 萩園第一公園 - 下河原 - 一之宮 - 寒川駅南口
- 茅54：茅ケ崎駅 - 保健所前 - 鶴嶺小学校 - 古川 - 山伏塚 - 一之宮小学校 - 一之宮 - 寒川駅南口
- 茅55：茅ケ崎駅 → 保健所前 → 鶴嶺小学校 → 古川 → 神の倉
- 茅55：神の倉 → 古川 → 鶴嶺小学校 → 保健所前 → 茅ケ崎駅 （土曜・休日運休）

茅48は古川・今宿循環と称され、茅ヶ崎市西部の鶴嶺小学校と古川を経由して産業道路を左折したのち、国道1号を経て茅ケ崎駅へ戻る循環路線である。平日早朝のみ毎時6便と頻発しているが、それ以外は平日夕方以降の設定に抑えられ、土曜・休日は午前数便と夜間1便（日曜のみ）が設定されていることから、通勤路線としての位置付けである。茅52～54は全て産業道路を右折して寒川町南西部を経由し、寒川駅方面へ向かう路線である。茅53・54が中心でほぼ交互に運転され、以前は全てが西一之宮発着だったが、2004年1月5日のダイヤ改正で旧・茅51を寒川駅発着へ延伸させて茅54とし（旧・茅51は同日廃止）、茅52を延伸する形で茅53を新設した。
寒川駅から茅ケ崎駅への路線は、他に平塚営業所担当の茅25（茅ケ崎駅 - 円蔵 - 寒川駅南口）と茅26（茅ケ崎駅 - 円蔵 - 寒川駅南口 - 文教大学）が設定されており、そちらの方が所要時間が短い。
2025年3月15日ダイヤ改正より茅55を新設した。神の倉方向は毎日夜間の運行、茅ケ崎駅方向は平日早朝のみの運行である。

### 茅ケ崎駅南口 - 東海岸循環

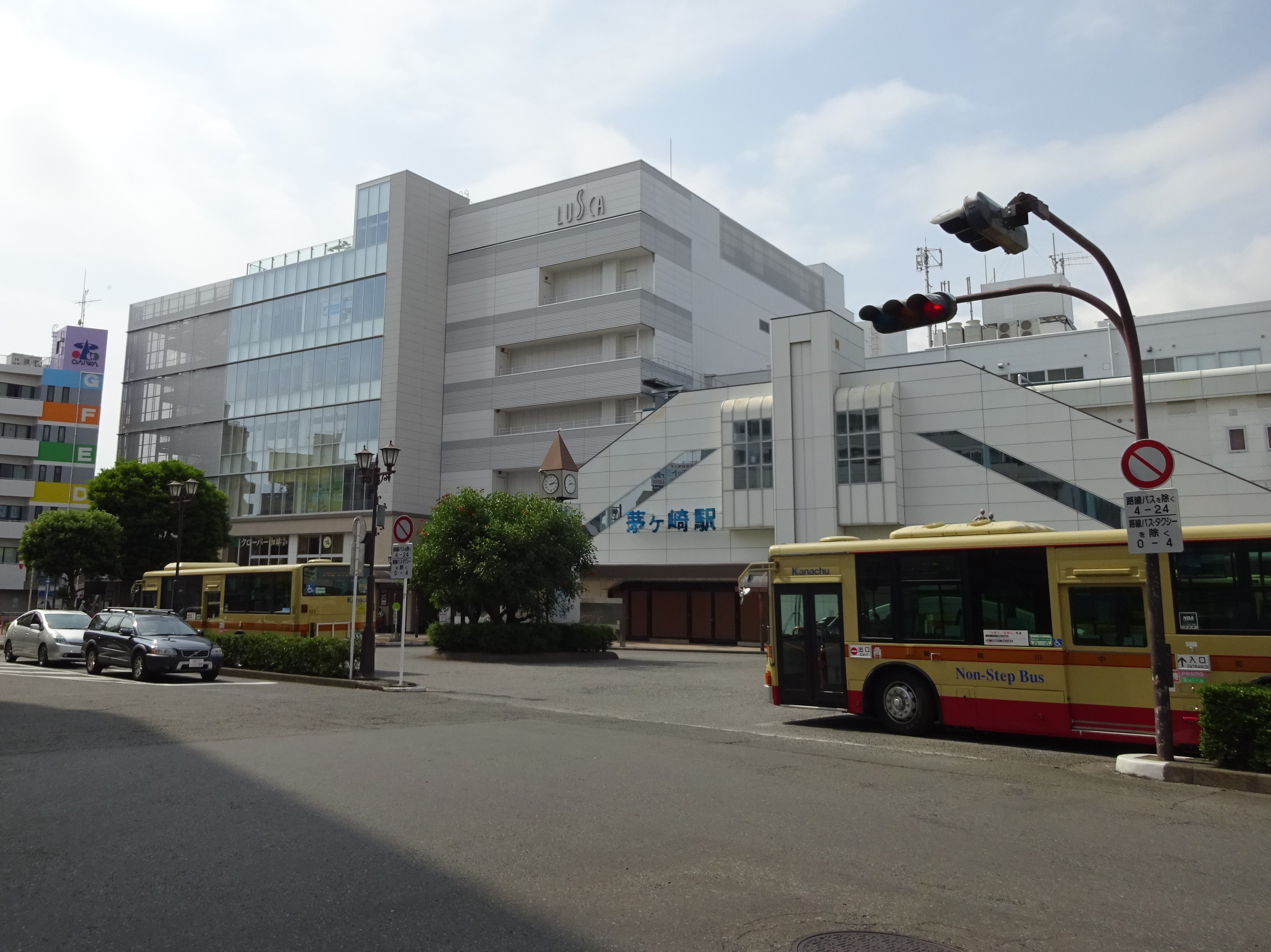
茅ケ崎駅南口

- 茅09：茅ケ崎駅南口 → 会館前 → 東海岸 → 茅ケ崎駅入口 → ヘッドランド入口 → 駐在所前 → 東原 → 茅ケ崎駅南口
- 茅09：茅ケ崎駅南口 → 会館前 → 東海岸 → 茅ケ崎駅入口 → ヘッドランド入口 → 駐在所前 → 東海岸北三丁目

茅ケ崎駅南部の東海岸南地区を反時計回りに一周する循環路線で、日中時間帯は毎時2便が運行される。発車時刻は平日早朝を除いて茅ケ崎駅毎時15・45分発で統一されている。円形の循環経路だが、運行は全て茅ケ崎駅南口で打ち切る。2022年12月17日のダイヤ改正で東海岸北三丁目止まりが新設されている。当初は平日のみの運行だったが2024年3月16日のダイヤ改正で土曜・休日にも運行されるようになった。
なお、この系統は210円均一である。

### 茅ケ崎駅南口 - 浜見平団地方面
- 茅33：茅ケ崎駅南口 → 会館前 → 中海岸 → 団地中央 → 浜見平団地 → 松尾 → 松尾入口 → 団地北口 → 団地中央 → 中海岸 → 会館前 → 茅ケ崎駅南口（中海岸・浜見平団地・松尾循環）
- 茅33：茅ケ崎駅南口 → 会館前 → 中海岸 → 団地中央 → 浜見平団地 → 松尾 → 松尾入口（夕方以降の運行）
- 茅33：浜見平団地 → 松尾 → 松尾入口 → 団地北口 → 団地中央 → 中海岸 → 会館前 → 茅ケ崎駅南口
- 茅37：茅ケ崎駅南口 - 会館前 - 東海岸 - 茅ケ崎駅入口 - 茅ヶ崎公園野球場 - 海水浴場 - 団地中央 - 浜見平団地
- 茅38：茅ケ崎駅南口 - 会館前 - 東海岸 - 茅ケ崎駅入口 - 茅ヶ崎公園野球場 - 海水浴場 - 団地中央 - 浜見平団地 -（道の駅湘南ちがさき前→） - 柳島スポーツ公園

前述の茅31・35で述べた浜見平団地へのアクセス路線のうち、茅ケ崎駅南口発着の路線群で、茅33は中海岸・浜見平団地・松尾循環と称される。浜見平団地付近の経路は時計回りである。茅33のうち、早朝の一部便は浜見平団地始発、夕方以降の一部便は松尾入口終着の区間便である。2020年5月11日のダイヤ改正で、茅33の茅ケ崎駅発においては団地北口止まりから松尾入口止まりへ変更された。
茅37は相模湾沿いに西進して浜見平団地へ至る路線で、一部区間で茅ヶ崎市コミュニティバス「えぼし号」と並走するものの、茅ケ崎駅入口 - 団地中央間は独自経路となる。
茅38は2025年7月3日のダイヤ改正で新設され、道の駅湘南ちがさき前は柳島スポーツ公園方向のみ停車し降車専用である。

### 藤沢駅北口 - 藤沢市民病院 - 茅ケ崎駅方面

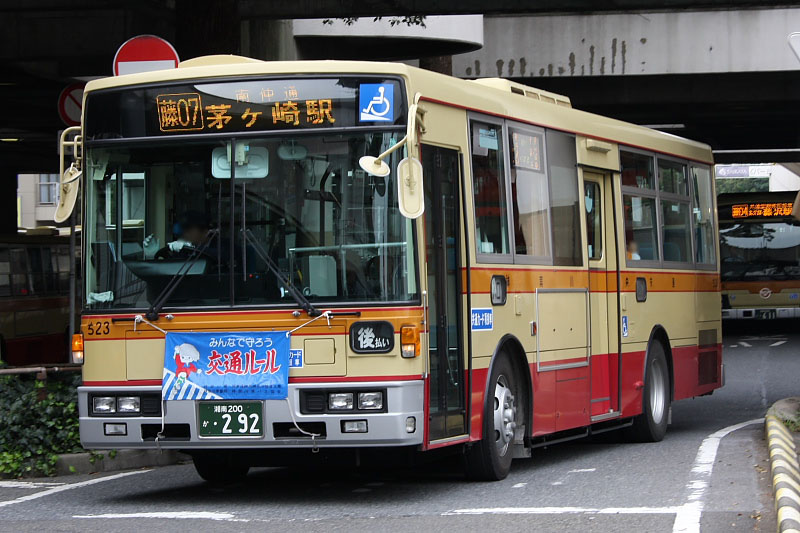
藤07 (ち23)

- 藤07：藤沢駅北口 - 南仲通り - 台町 - 羽鳥 - 四ッ谷 - 小和田 - 茅ケ崎駅
- 藤08：藤沢駅北口 -（←遊行通り四丁目 / 南仲通り→）- 藤沢市民病院 - 台町 - 羽鳥 - 四ッ谷 - 小和田 - 茅ケ崎駅

藤沢駅から国道1号経由で結ぶ路線で、かつて存在した藤05（藤沢駅 - 羽鳥 - 茅ケ崎駅 - 平塚駅）の区間便である。藤沢駅方面の本数が多く確保されていたが、渋滞による遅延が折返便にも影響を及ぼすようになったことや、並行路線に藤沢営業所担当の藤12・13が存在することもあって、大半を辻01（後述）へ振り替えた。

### 藤沢駅北口 - 辻堂駅北口 - 茅ケ崎駅方面
- 藤21：藤沢駅北口 - 神明町 - ソニー前 - 高山車庫 - 新町二丁目 - 辻堂駅北口 - 東小和田 - 松林 - 室田 - 市立病院 - 本村五丁目 - 本村 - 茅ケ崎駅
- 辻08：高山車庫 → ソニー前 → 新町二丁目 → 辻堂駅北口 → 東小和田 → 松林 → 室田 → 市立病院（土曜・休日運休）
- 辻09：茅ケ崎駅 - 本村 - 本村五丁目 - 市立病院 - 室田 - 松林 - 東小和田 - 辻堂駅北口 - 新町二丁目 - ソニー前 - 高山車庫

辻堂駅を跨いで藤沢駅と高山車庫・茅ケ崎駅を結ぶ中距離路線で、途中に狭隘道路が存在するために中型車での運行に限定されている。かつては旧・辻05（辻堂駅 - 市立病院）として運行されていたが、市立病院側を茅ケ崎駅へ、辻堂側を高山車庫および藤沢駅へ延伸させて現在の形となった。辻08は2002年7月1日に新設された路線で、当初は毎日2便が設定されていたが、2018年3月17日のダイヤ改正で市立病院終着の入庫便へ変更され、現在は平日夜間のみ4便が設定されている。同日には辻09を藤沢駅まで延伸させた藤21が新設され、高山車庫に立ち寄る経路であるために「ソニー前」には二度停車する。辻堂駅北口では後述の辻01と異なり、バスターミナルには入らずに線路沿いの停留所で乗降を行う。

### 辻堂駅北口 - 茅ケ崎駅方面
- 辻01：辻堂駅北口 - 神台公園前 - 小和田 - 茅ケ崎駅

辻堂駅から隣駅の茅ケ崎駅を東海道経由で結ぶ路線で、経路の大半が前述の藤07・08と重複している。藤07・08の減便を辻01へ変更して本数が増加したこともあり、現在でも毎時2便が設定されている。辻堂駅北口周辺再開発による新道開通後、辻堂駅 - 二ッ谷間が羽鳥一丁目を経由しない経路へ変更された。かつては深夜バスも運行していたが、こちらは2020年9月18日に廃止された。

### 辻堂駅南口 - 辻堂団地・浜竹 - 茅ケ崎駅南口方面
- 辻02：辻堂駅南口 - 浜見山 - 辻堂団地 - 富士見町 - 平和町 - 東海岸北五丁目 - 会館前 - 茅ケ崎駅南口（土曜・休日運休）
- 辻05：辻堂駅南口 → 浜見山 → 辻堂団地 → 富士見町 → 平和町 → 東海岸北五丁目（土曜・休日運休）
- 辻10：辻堂駅南口 - 高砂 - 辻堂団地 - 富士見町 - 平和町 - 東海岸北五丁目 - 会館前 - 茅ケ崎駅南口（平日運休）
- 辻12：辻堂駅南口 - 浜竹 - ひばりが丘 - 若松町 -（←会館前 / 徳州会病院前→）- 茅ケ崎駅南口
- 辻13：辻堂駅南口 - 浜竹 - 富士見町 - 平和町 - 東海岸北五丁目 - 会館前 - 茅ケ崎駅南口
- 辻14：辻堂駅南口 → 浜竹 → ひばりが丘 → 若松町
- 辻15：辻堂駅南口 → 浜竹 → 平和町 → 東海岸北五丁目

辻堂駅から茅ケ崎駅南口へ向かう路線群で、中心となるのは辻02である。辻12は茅ケ崎駅付近の経路が往復で異なるのが特徴で、茅ケ崎駅方向は若松町から東海道本線沿いに真っ直ぐ茅ケ崎駅へ向かうが、辻堂駅方向は茅ケ崎駅発車後に南下して鉄砲道を経由し、若松町から往復共通の経路へ戻る。鉄砲道経由となるのは辻02・13も同様で、茅ケ崎駅 - 富士見町までは同一経路となる。2020年5月11日のダイヤ改正で辻05・14・15が揃って新設され、辻02・12・13を茅ケ崎駅まで至らずに途中止まりとしたものである。2022年8月27日のダイヤ改正で辻10・11が揃って新設され、浜見山経由を高砂経由に変更したものである。なお2024年3月16日のダイヤ改正で辻11が廃止された。

### 臨時系統
| 臨時「浜見平団地」行き (ち43) |  | 「臨時 七夕祭り会場」行き (ち46) |
| 臨時「浜見平団地」行き (ち43) |  | 「臨時 七夕祭り会場」行き (ち46) |

- 無番：平塚駅 → 馬入橋 → 団地北口 → 団地中央 → 浜見平団地 → 柳島入口 → 馬入橋 → 平塚駅
- 無番：茅ケ崎駅南口 - 茅ヶ崎漁港駐車場
- 無番：茅ケ崎駅南口 - サザン通り南

平塚駅から浜見平団地を循環運行する路線は湘南ひらつか七夕まつり開催期間中の運行で、茅ケ崎駅南口発着の2路線は「サザンビーチちがさき花火大会」が茅ヶ崎漁港で行われる際の臨時便である。また、サザン通り南行きは海水浴シーズンおよび浜降祭開催日の臨時直行便で、海水浴シーズンでの運行は9時台から17時台、浜降祭開催日は早朝4時台から9時台まで運行される。

### コミュニティバス「えぼし号」
えぼし号を参照。

## 廃止・移管路線

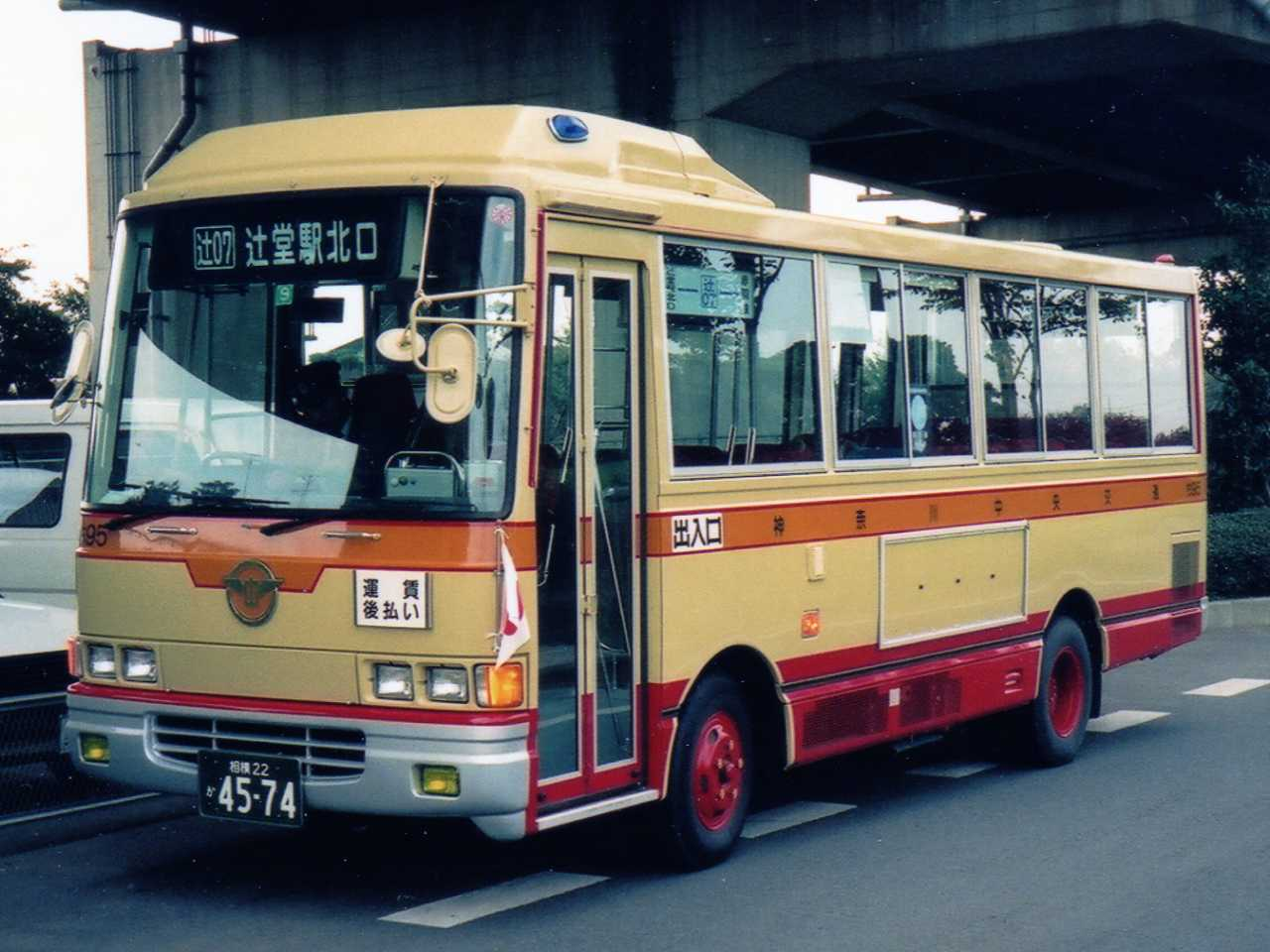
辻07専用だったミニバス (ち95)

- 茅04：茅ケ崎駅南口 - 若松町 - 浜竹

茅ケ崎駅と松浪地区を結ぶ路線だったが、運行期間中、東原以西は次のように変化している。
- 運行開始時～1987年3月31日

茅ケ崎駅南口 - 茅ケ崎駅入口 - （国道134号線）- 第一中学校前 - 若松町 - 浜竹
- 1987年4月1日～1989年3月31日

茅ケ崎駅南口 - 会館前 - （鉄砲道）- 駐在所前 - 若松町 - 浜竹
この時、運行を止めた国道134号線経由ルートの代替路線として、茅09（東海岸循環）の運行が開始された。
- 1989年4月1日～

茅ケ崎駅南口 - （←徳州会病院前/ 東海岸二丁目→ ）- 若松町 - 浜竹
茅ケ崎駅南口側では浜竹行が鉄砲道を、茅ケ崎駅南口行が桜道をそれぞれ利用するルートにかわり、現在の辻12（辻堂駅南口 - 浜竹- 若松町 - 茅ケ崎駅南口）の土台が出来た。
茅09も国道134号線から一中通りを北上し、幸町交差点を左折して茅ケ崎駅へ向かうルートに変更された。
　1992年7月17日のダイヤ改正で茅55（茅ケ崎駅南口 - 平和町 - 浜竹）と共に辻12へ代替廃止された。
- 茅05：茅ケ崎駅 →  鶴嶺小学校 → 古川 → 中島 → 平塚駅北口
- 茅06：茅ケ崎駅 - 町屋 - 今宿 - 馬入橋 - 平塚駅

2000年10月16日に平塚営業所へ移管された。
- 茅12：茅ケ崎駅 - 神奈中営業所前 - 高田 - 甘沼 - 小出二本松 - 北方

北方は湘南みずきの北部に位置する停留所で、現在も茅26（茅ケ崎駅 - 文教大学）が経由する。2000年代には廃止されている。
- 茅13：茅ケ崎駅 → 高田 → 甘沼 → 文教大学 → 寒川駅入口 → 円蔵 → 矢畑 → 茅ケ崎駅（二本松・北方循環）

円蔵・北方循環の茅22（茅ケ崎駅 → 円蔵 → 寒川駅入口 → 文教大学 → 茅ケ崎駅）の逆回り（反時計回り）循環だったが、2004年1月5日のダイヤ改正で茅22と共に廃止された。
- 茅14（初代）：室田 → 室田一丁目 → 前の田 → 茅ケ崎駅
- 茅14（初代）：前の田 → 茅ケ崎駅

平日早朝に片道運行していた区間便だが、2004年1月5日のダイヤ改正で揃って廃止された。
- 茅14（二代）：茅ケ崎駅 → ニュータウン入口 → 高田三丁目 → 室田二丁目 → 室田 → 高田三丁目 → ニュータウン入口 → 茅ケ崎駅（室田循環）

2022年2月5日のダイヤ改正で廃止された。
- 茅15：茅ケ崎駅 → 神奈中営業所前 → 鶴が台中学校前 → 鶴が台団地（深夜バス）

2020年5月16日に深夜バスのみ廃止された。
- 茅16（初代）：茅ケ崎駅 →（急行）→ 鶴が台団地
- 茅22：茅ケ崎駅 → 矢畑 → 円蔵 → 寒川駅入口 → 北方 → 文教大学 → 甘沼 → 高田 → 茅ケ崎駅（円蔵・北方循環）

二本松・北方循環の茅13（茅ケ崎駅 → 文教大学 → 寒川駅入口 → 円蔵 → 茅ケ崎駅）の逆回り（時計回り）循環だったが、2004年1月5日に茅13と共に廃止された。
- 茅23：茅ケ崎駅 - 北陵高校 - 下寺尾

元々は北陵高校の通学用に開設された路線だが、1990年代には既に廃止されている。
- 茅24：茅ケ崎駅 - 矢畑 - 円蔵 - 一之宮 - 寒川神社

2000年10月16日に平塚営業所へ移管された。
- 茅25（初代）：茅ケ崎駅 - 矢畑 - 円蔵 - 景観寺 - 寒川神社
- 茅25（二代）：茅ケ崎駅 - 矢畑 - 円蔵 - 景観寺 - 寒川駅南口

平塚営業所へ移管された。
- 茅26（初代）：茅ケ崎駅 - 矢畑 - 円蔵 - 香川駅入口 - 岡田 - 寒川神社 - 茅ケ崎駅（円蔵・岡田・寒川神社循環）
- 茅26（二代）：茅ケ崎駅 - 矢畑 - 円蔵 - 香川駅入口 - 景観寺 - 寒川駅南口 - 北方 - 文教大学
- 茅27：茅ケ崎駅 - 法務局前 - 円蔵 - 寒川駅入口 - 北方 - 文教大学

2006年5月22日に茅26（二代、茅ケ崎駅 - 矢畑 - 寒川駅南口 - 文教大学）へ経路変更を実施し、湘南神奈交バス平塚営業所へ移管された。平日および土曜早朝の茅ケ崎駅発はロータリーから外れたイトーヨーカドー前から発車していた。
- 茅28：茅ケ崎駅 - 市民文化会館 - 寒川神社 - 岡田 - 茅ケ崎駅（市民文化会館・寒川神社・岡田循環）
- 茅29：茅ケ崎駅 - 岡田 - 寒川神社 - 市民文化会館 - 茅ケ崎駅（岡田・寒川神社・市民文化会館循環）

両回りが運行されていた市民文化会館経由の寒川神社循環だが、1990年代には廃止されている。
- 茅30：茅ケ崎駅 - 円蔵 - 寒川十字路 - 倉見駅 - 門沢橋 - 中新田小学校 - 海老名駅

茅ケ崎駅と海老名駅を相模線沿いに結ぶ長距離路線だが、2002年10月16日に廃止された。最末期は休日早朝に1往復が運行されるだけの免許維持路線だった。2021年現在、寒川十字路と中新田小学校間を直接結ぶバス路線は無く、門沢橋周辺はバス路線そのものが存在しない。
- 茅32：茅ケ崎駅 →（急行）浜見平団地 → 松尾 → 茅ケ崎駅（急行、浜見平団地・松尾循環）
- 茅33（初代）：茅ケ崎駅 - 円蔵 - 寒川十字路 - 倉見駅 - 門沢橋 - 中新田 - 厚木駅 - 本厚木駅南口

茅30（茅ケ崎駅 - 海老名駅）と共に東海道線と小田急小田原線の駅を結んでいた長距離路線だが、1992年3月に廃止されている。
- 茅33（二代）：茅ケ崎駅南口 → 会館前 → 中海岸 → 団地中央 → 浜見平団地 → 松尾 → 団地北口

2020年5月16日のダイヤ改正で、一つ手前の松尾入口終着へ短縮された。
- 茅37（初代）：茅ケ崎駅南口 - 東海岸 - 海水浴場 -（←南湖入口 / 西浜小学校前→）- 浜見平団地

2004年1月5日に往復とも西浜高校前経由へ経路を統一するように変更された。
- 茅38（初代）：茅ケ崎駅 → 茶屋町 → 浜見平団地 → 西浜 → 仲町 → 茶屋町 → 茅ケ崎駅
- 茅38（二代）：茅ケ崎駅南口 → 茅ケ崎駅入口 → 西浜 → 仲町 → 松尾 → 浜見平団地 → 南湖入口 → 茅ケ崎駅入口 → 茅ケ崎駅南口（土曜・休日運休）
- 茅39：茅ケ崎駅 → 茶屋町 → 松尾 → 浜見平団地 → 南湖入口 → 茅ケ崎駅入口 → 茅ケ崎駅南口
- 茅40：茅ケ崎駅南口 → 茅ケ崎駅入口 → 西浜 → 仲町 → 茶屋町 → 茅ケ崎駅

茅ケ崎駅から浜見平団地方面への循環路線群で、茅38（二代）は平日運行だった。2002年7月1日のダイヤ改正で全て廃止された。
- 茅43：茅ケ崎駅 - 今宿 - 小谷 - 用田車庫 - 吉岡芝原 - 綾瀬車庫
- 茅44：茅ケ崎駅 - 今宿 - 小谷 - 用田車庫 - 吉岡芝原 - 桜ヶ丘駅
- 茅46（初代）：茅ケ崎駅 - 鶴嶺小学校 - 萩園 - 用田車庫 - 吉岡芝原 - 綾瀬車庫

現在は茅41（今宿経由）、茅45（鶴嶺小学校経由）がそれぞれ小谷まで運行している。茅46は1995年7月24日、茅43は2002年10月1日のダイヤ改正で廃止され、茅43の最末期は休日早朝に1往復が運行されるだけの免許維持路線だった。
- 茅47：茅ケ崎駅 - 鶴嶺小学校 - 萩園 - 用田車庫 - 吉岡芝原 - 桜ヶ丘駅
- 茅50：茅ケ崎駅（ヨーカドー前） → 高田 → 甘沼 → 小出二本松 → 文教大学

2021年1月16日のダイヤ改正で駅前ロータリー1番乗り場からの発車へ統一し、ヨーカドー前発のみ廃止された。
- 茅51：茅ケ崎駅 - 鶴嶺小学校 - 古川 - 下河原 -（←笠谷入口 / 一之宮→）- 西一之宮

2004年1月5日のダイヤ改正で茅54（二代、茅ケ崎駅 - 鶴嶺小学校 - 寒川駅）へ代替廃止された。
- 茅53（初代）：茅ケ崎駅南口 → 若松町 → 浜竹 → 平和町 → 茅ケ崎駅南口（若松町経由浜竹循環）
- 茅54（初代）：茅ケ崎駅南口 → 平和町 → 浜竹 → 若松町 → 茅ケ崎駅南口（平和町経由浜竹循環）

1989年4月1日に新設されたの浜竹循環だったが利用客が定着せず、1990年7月には廃止され、浜竹を境に茅04と、後述の茅55に分割された。
ルート的にはほぼ似ているものの、茅53は往復共に幸町交差点から一中通り→鉄砲道→雄三通りのルートで、茅54は幸町交差点から徳州会病院前を経由するルートで、それぞれ運行されていた。
- 茅55（初代）：茅ケ崎駅南口 - 平和町 - 浜竹

茅53・54（初代）の区間便で、1992年7月17日のダイヤ改正で茅04（茅ケ崎駅南口 - 若松町 - 浜竹）と共に辻13（辻堂駅南口 - 浜竹 - 平和町 - 茅ケ崎駅南口）へ代替廃止された。
- 茅70：茅ケ崎駅 - 円蔵 - 寒川神社 - 岡田 - 茅ケ崎駅（岡田循環）
- 茅80：茅ケ崎駅 - 円蔵 - 寒川駅 - 寒川神社
- 辻01（初代）：辻堂駅北口 - 羽鳥一丁目 - 小和田 - 松林中学校前 - 本村 - 茅ケ崎駅
- 辻01（初代）：辻堂駅北口 → 羽鳥一丁目 → 小和田 → 松林中学校前 → 本村 → 茅ケ崎駅（深夜バス）

2009年11月24日に辻堂駅北口周辺再開発による新道開通で、羽鳥一丁目を経由しない経路へ変更された。
- 辻01（二代）：辻堂駅北口 → 二ツ谷 → 小和田 → 松林中学校前 → 本村 → 茅ケ崎駅（深夜バス）

2020年9月18日に深夜バスのみ廃止された。
- 辻05（初代）：辻堂駅北口 - 東小和田 - 松林 - 市立病院

2002年7月1日のダイヤ改正で辻08（初代）へ代替廃止された。
- 辻07：辻堂駅北口 - 羽鳥一丁目 - 赤羽根

2000年8月16日に藤沢神奈交バス（現：神奈川中央交通）藤沢営業所へ移管された。
- 辻08（初代）：市立病院 - 室田二丁目 - 松林 - 東小和田 - 辻堂駅北口 - ソニー前 - 高山車庫

2002年7月1日に辻05（初代）を延伸させたものだが、2004年1月5日に室田経由へ経路変更された。
- 辻11（二代）：辻堂駅南口 → 高砂 → 辻堂団地 → 富士見町 → 平和町 → 東海岸北五丁目（平日運休）

辻10の区間便で2022年8月27日のダイヤ改正で新設されたが、2024年3月16日のダイヤ改正で廃止された。
なお、初代は藤沢営業所管轄の深夜バス「辻堂駅南口→浜見山→辻堂団地」であった。
- 藤05：藤沢駅北口 - 小和田 - 茅ケ崎駅 - 平塚駅北口
- 藤07：藤沢駅北口 - 本町交番前 - 台町 - 羽鳥 - 四ッ谷 - 小和田 - 茅ケ崎駅

南仲通り経由の新設に伴い、1994年のダイヤ改正までに順次振り替えられる。しばらくは休日に限りこの経路であったが、その後南仲通り経由に統一された。
- 藤15：藤沢駅北口 - 南仲通り - 引地橋 - 湘南カントリークラブ前 - 滝の沢小学校前 - 湘南ライフタウン
- 藤39：藤沢駅北口 - 南仲通り - 引地橋 - 湘南カントリークラブ前 - 大辻 - 遠藤 - 湘南台駅西口

現在は藤沢営業所へ移管された。
- 長19：長後駅西口 - 用田 - 倉見神社前 - 小谷 - 景観寺 - 茅ケ崎駅

綾瀬営業所へ移管の後、2004年1月5日に廃止されている。
- 湘25：湘南台駅西口 → 南大山 → 慶応大学 → 慶応大学本館 → 慶応中高等部（綾瀬営業所と共同運行）
- 湘25：慶応大学本館 → 慶応大学 → 南大山 → 湘南台駅西口（綾瀬営業所と共同運行）
- 湘25：慶応大学 → 南大山 → 湘南台駅西口（綾瀬営業所と共同運行）

2018年4月16日に綾瀬営業所へ完全移管された。

## 車両
| 自転車搭載ラック装備車 (ち87)。左側が収納時、右側が展開時。 |  | 自転車搭載ラック装備車 (ち87)。左側が収納時、右側が展開時。 |
| 自転車搭載ラック装備車 (ち87)。左側が収納時、右側が展開時。 |  |                                                             |

| 上記画像の拡大図 |  | 上記画像の拡大図 |
| 上記画像の拡大図 |  |                  |

茅ヶ崎営業所は神奈川中央交通においても極めて特徴的な車両構成を持っていた営業所で、湘南東部地域の茅ヶ崎、藤沢、綾瀬、大和の4営業所はいすゞ自動車藤沢工場を取り囲むような路線網となることから、神奈川三菱ふそう自動車販売を傘下におさめた後も政策的配慮によりいすゞ車の投入が続けられていた。中でも茅ヶ崎は1985年頃までいすゞ車集中配備区であった関係から、現場で三菱車を歓迎しない空気が強かった。中型車の配置もあるが、こちらも新製配置されたのはいすゞ車のみで、三菱車は転入車のみが在籍していた。このように一貫していすゞ車が主導権をとり続け、三菱車が過半数でない営業所は茅ヶ崎しか存在しなかった。
さらに、必ずしも取引数が多いとは言えない、いすゞ車のなかでも数の限られる富士重工業製車体車は1983年頃より優先的に茅ヶ崎へ配属され、転属も富士重工車体車に限定して受け入れていたことからいすゞ純正車が存在しなかったが、富士重工のバス車体架装事業撤退後はエルガが投入されるようになる。これはモノコック車体時代のいすゞ・C系以来、約20年ぶりの純正車の投入であった。ただし、その後キュービック純正車のうち数台が他営業所から転属して配置された時期があった。
2010年代に入り、老朽化したいすゞ車を置き換えるために三菱車の導入が進められ、大型路線車については三菱車が最大勢力となった。またこの頃から、茅ヶ崎市の補助金によりノンステップバスの導入も行われるようになった。なお、UDトラックス（旧:日産ディーゼル工業）製の車両が配置されたことは無いが、2016年1月から3月にかけてスペースランナーRAのOEM供給車である三菱ふそう・エアロスターS（西日本車体工業ボディ）が横浜営業所から転入し、後に1台が貸切登録されている。さらに2017年度後半になり、いすゞ・エルガノンステップバスが配備された。当営業所へのいすゞ大型車の新製配置は10年ぶりとなる。中型車についてはいすゞ・エルガミオが導入され、現在はいすゞ車のみの在籍となっている。
一方、茅ヶ崎市の意向によりコミュニティバスに採用された日野・ポンチョ（初代）やオムニノーバ・マルチライダー、また以前は藤沢操車場や綾瀬営業所からの回送経路の関係上、連節構造車が出入庫不可とのことから、ネオプラン・セントロライナー連節バス（神奈川中央交通での愛称は「ツインライナー」）も本営業所の所属となっていたなど、特殊路線向けに異色の車両が配備されていたのも大きな特徴である。なお、高速車・観光車の配属はない。
後述の通り、自転車積載ラックバスの運行の関係で、当該の三菱ふそう・エアロスターはナンバープレートが正面から見てバンパーの中央部ではなく左側（運転席側）に設置されていた。自転車を積載した際には、そのナンバープレートが自転車に隠れて見えなくならないよう、上部に上がる仕組みになっており、また正面の社番はさらに低い位置に表記されていた。

### 自転車積載ラックバス
2009年3月26日より、辻02・12・13・茅09にて、自転車積載ラックバスのサービスを開始した。バス1台につき自転車は2台まで積載可能である。
バスの前面に自転車積載ラックを設置したバスは、アメリカやカナダでは普通に見られるが、日本では初導入となる。8月31日までは実証実験期間とし、9月1日以降、好評につき本格運行に移行した。車両は計6台が所属。5月31日までは無料、6月1日以降は有料となり、自転車1台100円（大人・小児・距離・時間帯に関係なく均一）。自転車積載料金も現金のほか、バスカード・PASMO・Suicaで支払いができる。支払いは、前払い・後払いとも乗車運賃と同時に行う。バス1台につき、自転車2台まで積載可能。
自転車ラックの使用可能時間帯や詳細については公式サイト内の案内を参照。
2015年11月15日をもって茅ヶ崎営業所管内での自転車ラックバスの運行は終了し、車両は同じくラックバスが運行されている厚木営業所（現：厚木北営業所）へ転属した。

## その他
- 神奈川中央交通の営業所の中では唯一、営業所発着の路線が存在せず、出入庫は全て回送となる。
- 1996年から1998年にかけて茅ケ崎駅北口ロータリーで工事が行われ、この間は発着する全路線が市役所駐車場に設置された臨時ターミナル発着となった。茅ケ崎駅北口から臨時ターミナルまでは無料シャトルバスが運行していた。
- 以前配置されていたツインライナーの回送経路は、国道1号を羽鳥交番交差点まで走り、藤沢市道辻堂遠藤線経由で湘南ライフタウン方面に北上することで慶応大学へ回送される。本来は湘11（茅ケ崎駅 - 高田 - 小出二本松 - 湘南ライフタウン - 遠藤 - 湘南台駅）の経路が最短だが、途中に小出七曲（こいでななまがり）と呼ばれる急カーブが続くため、連節バスの回送経路としては不適とされたためである。
- PASMOに関しては、2007年3月のサービス開始時はツインライナーのみ利用可能だったが、2007年12月9日からはツインライナー以外のバスでも導入した。